# Don Vincente
Don Vincente var en fiktiv spansk antikvarboghandler fra Barcelona, hvis historie første gang blev publiceret anonymt i den franske avis La Gazette des Tribunaux, i 1836. Historien gik som varmt brød i europæiske lande op igennem det 19. århundrede og begyndelsen af det 20. århundrede, også i Danmark. En engelsk udgave nåede helt til Australien året efter.
Legenden var dog ukendt i Spanien indtil 1924 og ingen beviser har kunnet opspores om rettergangen. I Spanien blev den udgivet som en fiktiv historie.

## Liv
Vincente skal have arbejdet som bibliotekar i Cistercienserordenen nær Tarragona i Spanien. I forbindelse med et tyveri fra klosteret hvor Vincente arbejdede, mistænktes Vincente, hvorefter han flyttede til Barcelona hvor han grundlagde et antikvariat. Tidligt blev han kendt som en handelsmand mere interesseret i bøger og deres priser, end i at læse og sælge dem. Karakteristikken på en typisk biblioman.
I 1836 blev et eksemplar af Furs e Ordinations de Valencia (Edikter og forordninger for Valencia) ved Spaniens første bogtrykker Lambert Palmart, udbudt til salg. Bogen annonceredes som det eneste eksisterende eksemplar af bogen. Ved auktionen kappedes Vincente og Augustino Patxot, leder af et bogkonsortium, som de sidste i udbudskrigen om bogen. Patxot gik af med sejren for prisen 1334 franc. Mens Vincente skal have forladt auktionslokalet "rødglødende".
Tre dage senere brændte Patxots boghandel hvor også Patxots lig blev fundet med en pibe i hånden. Siden blev ni andre lig også fundet, en præst, en dommer og en rådmand, der alle havde litterære interesser til fælles. Vincente kom under mistanke og i hans besiddelse fandt politiet Furs de Valencia og andre bøger de myrdede havde ejet.

I retten benægtede Vincente sin skyld. Men efter at politichefen havde lovet ham at hans bøger ville være sikret hvis han indrømmede drabene, indrømmede Vincente. I retten beskrev Vincente nu udførligt, at han en dag ved salget af en særlig værdifuld bog:
"paakom der ham en ubetvingelig Trang til at følge efter Køberen og atter fravriste denne hans Bytte. Først søgte han da gentagne Gange at overtale den nye Ejer til at give Bogen tilbage, og da dette ikke frugtede, stak han ham med sin Dolk, saa han segnede om, gav ham den hellige Absolution og hjemførte hurtigt den tilbageerobrede Skat".
I andre tilfælde, fortalte Vincente, lokkede han i stedet kunden hen i en 'afsidesliggende' del af butikken og dræbte ham der, hvorefter han bar liget ud om aftenen til et afsidesliggende sted. Han tilføjede i retten at han havde begået drabene for at "bevare" bøgerne. Ved domstolen forsøgte Vincentes forsvarer (Defensor) at begrunde mordene i galenskab i gerningsøjeblikkene. Han kunne desuden oplyse at Furs e Ordinations de Valencia ikke var noget unikum, også et fransk bibliotek ejede et eksemplar. Vincente blev dømt til døden - han gik jamrende mod galgen imens han gentagent fremstammede:
"Mit Eksemplar er ikke noget Unikum!".

## Virkningshistorie
Historien om Don Vincente fik en genfødsel ved udgivelsen af en efterladt roman ved Gustave Flaubert i 1910, kaldt Bibliomanen. Den er skrevet af Flaubert som ung mand (15 år) og inspirationen kan være kommet fra legenden om Vincente. Ved udgivelsen af historien om Vincente i Spanien i 1924, har den spanske udgiver formodet at Flaubert var ophavsmanden, hvorfor han rettede historien lidt til efter spanske forhold.